# Rebirth – Rache stirbt nie
Rebirth – Rache stirbt nie ist ein Martial-Arts-Film des Regisseurs Jean-Marc Minéo, der auch das Drehbuch schrieb. Die Hauptrolle spielt Jon Foo.

## Handlung
Der kleine Junge Manit sieht mit an, wie seine Eltern ermordet werden. Dabei wird er schwer verletzt und fällt ins Koma. Als die Killer versuchen, ihn im Krankenhaus zu töten, rettet ihn die Krankenschwester Chanticha und bringt ihn in ihr Heimatdorf zu ihrem Vater, einem Martial-Arts-Meister. Der pflegt Manit gesund und unterrichtet ihn in seiner Kampfkunst.
Als Jahre später, Manit ist inzwischen erwachsen, Chanticha im Sterben liegt, erzählt sie ihm, dass sie herausgefunden hat, dass sein Vater ein Polizist war, der korrupten Kollegen auf der Spur war, die deshalb Manits Eltern töteten. Manit macht sich auf die Suche nach den Hintermännern. Gemeinsam mit der Reporterin Clara entdeckt er, dass die Sängerin Jessy und der ehemalige Vorgesetzte seines Vaters die Anführer eines Drogenschmuggelrings sind. In einem großen Showdown überwältigt Manit die Verbrecherbande.

## Hintergrund
Rebirth – Rache stirbt nie kam in Thailand am 7. März 2011 in die Kinos. In Deutschland wurde er 2013 auf DVD veröffentlicht.

## Synchronisation
Rebirth – Rache stirbt nie wurde von der Metz-Neun Synchron synchronisiert.
| Darsteller             | Deutscher Sprecher | Rolle     |
| ---------------------- | ------------------ | --------- |
| Jon Foo                | Isaak Dentler      | Manit     |
| Caroline Ducey         | Katrin Decker      | Clara     |
| Aphiradi Phawaphutanon | Sonngard Dressler  | Chanticha |

## Kritik
„Martial-Arts-Drama, das angesichts der flüssig choreografierten Kampfsport-Szenen kaum Platz für die Ausgestaltung der Handlung sowie eine charakterliche Vertiefung der Figuren findet.“